# Pagondasz
Pagondász (görögül: Παγώνδας) Aeolidas fia, thébai hadvezér és államférfi volt, akit elsősorban a boiótiai erők a délioni csatában (Kr. e. 424) való irányításáért ismernek, a peloponnészoszi háború idején. Ez azt jelenti, hogy a feljegyzett történelemben először alkalmazott változtatásokat a hopliták phalanx harcmodorán, illetve alkalmazta eredményesen a tartalék lovasságot, tudniillik az első olyan csatában, melyet a történészek szerint előre megtervezett stratégiával, stratégiai fogásokkal vívtak. 

## Élete
Életéről keveset tudunk,Pagondas (görögül: Παγώνδας), Aeolidas fia,  Pindarosz említi, hogy nemesi családba született, thébai tábornok és államférfi volt, aki leginkább a peloponnészoszi háború alatti deliumi csatában (Kr. e. 424) a boiótiai csapatok parancsnokaként ismert. Nyilvánvalóan tüzes hevületű és meggyőző szónok volt, állítólag a különböző boiótiai kontingenseket arra is rávette, hogy egyesült erővel támadják meg athéni ellenségeiket, mindezt csupán megfelelő retorikát alkalmazva sikerült elérnie. Thuküdidész általi rövid említésén kívül azonban nagyon kevés információ áll rendelkezésre Pagondászról vagy életéről.  A szabványos hoplita falanx módosítása és a tartalék lovasság alkalmazása a deliumi csatában a legtöbb történész egyetértése szerint az első feljegyzett formális katonai taktika az emberiség történetében. Évtizedekkel később a szintén thébai hadvezér (Epameinondas) az ő taktikáját átvéve és tovább fejlesztve győzi le a spártaiakat a boiotiai leuktrai csatában i.e. 371-ben. A forrásokból tudjuk, hogy a Pagondas a 60-as évei elején járt a deliumi csata idején (i.e. 424-ben) és 73 vagy 74 évet élt. Így számolva i.e. 485 táján születhetett és i.e. 412 és 411 körül halhatott meg. A források későbbi hiánya arra is utalhat, hogy abban a korszakban már magas életkora miatt visszavonult a későbbi harcoktól és a magánéletben folytatta életét egészen haláláig. Így mindez egyfajta magyarázat mindarra, hogy a deliumi csata után történtekben már nem játszott szerepet.

## Fordítás
Ez a szócikk részben vagy egészben  a   Pagondas című angol Wikipédia-szócikk fordításán alapul.  Az eredeti cikk szerkesztőit annak laptörténete sorolja fel. Ez a jelzés csupán a megfogalmazás eredetét és a szerzői jogokat jelzi, nem szolgál a cikkben szereplő információk forrásmegjelöléseként.